# Siebież (stacja kolejowa)
Siebież (ros. Себеж) – stacja kolejowa w miejscowości Siebież, w rejonie siebieskim, w obwodzie pskowskim, w Rosji. Położona jest na linii Moskwa – Siebież – Ryga.
Jest to rosyjska stacja graniczna na granicy z Łotwą. Znajduje się tu posterunek Służby Pogranicznej FSB. Stacją graniczną po stronie łotewskiej jest Zilupe.

## Historia
Stacja powstała w czasach carskich na kolei moskiewsko-windawskiej, pomiędzy stacjami Idrica i Rozienowskaja. Po I wojnie światowej została sowiecką stacją graniczną na granicy z Łotwą, którą była do 1940, gdy Łotwa została przyłączona do ZSRR. Po upadku Związku Sowieckiego Siebież ponownie został stacją graniczną.

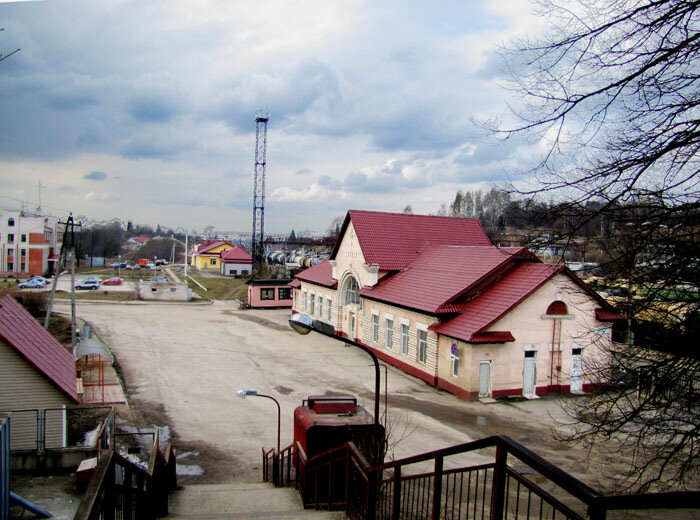
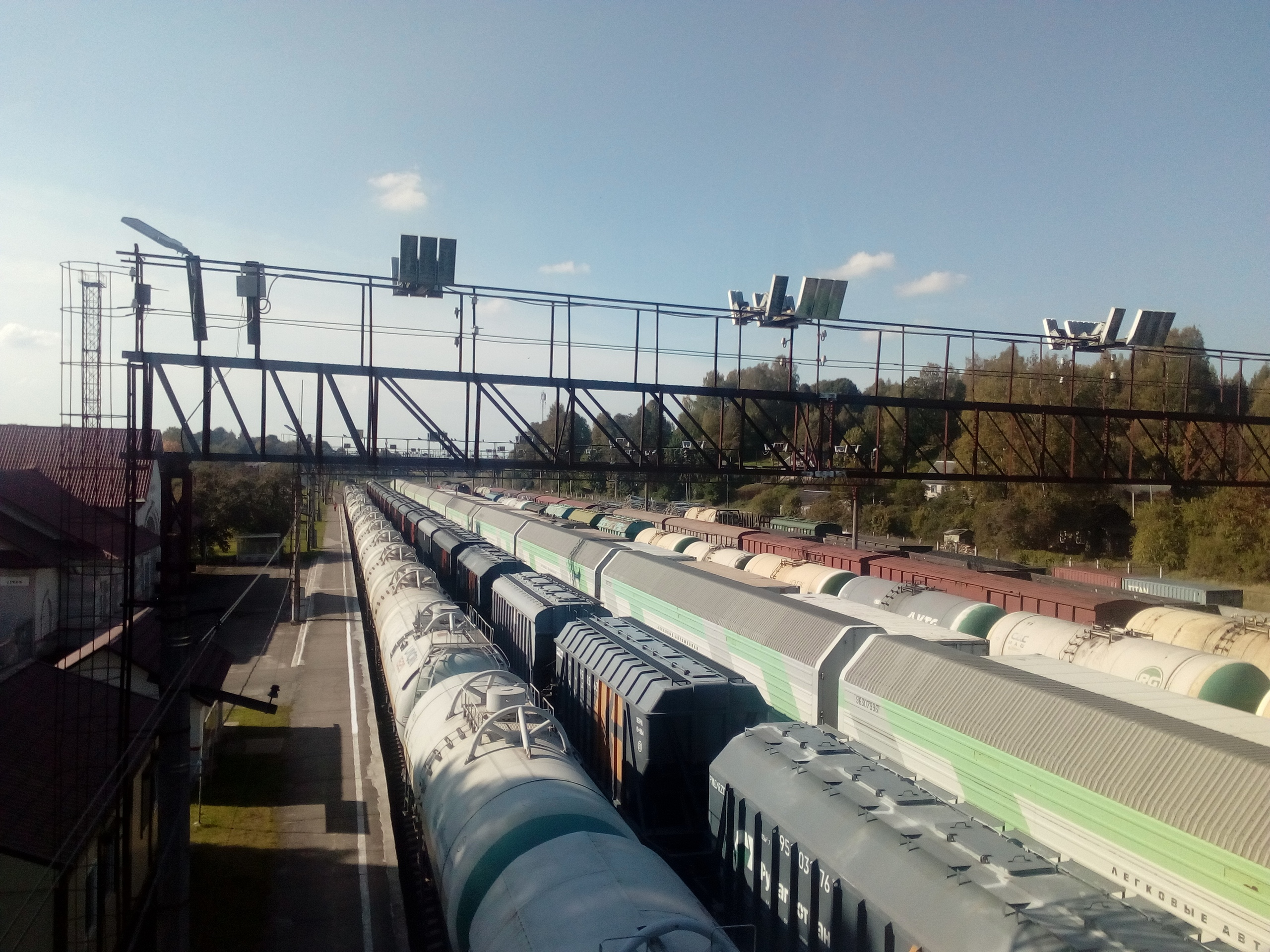
Widok w stronę Posinia
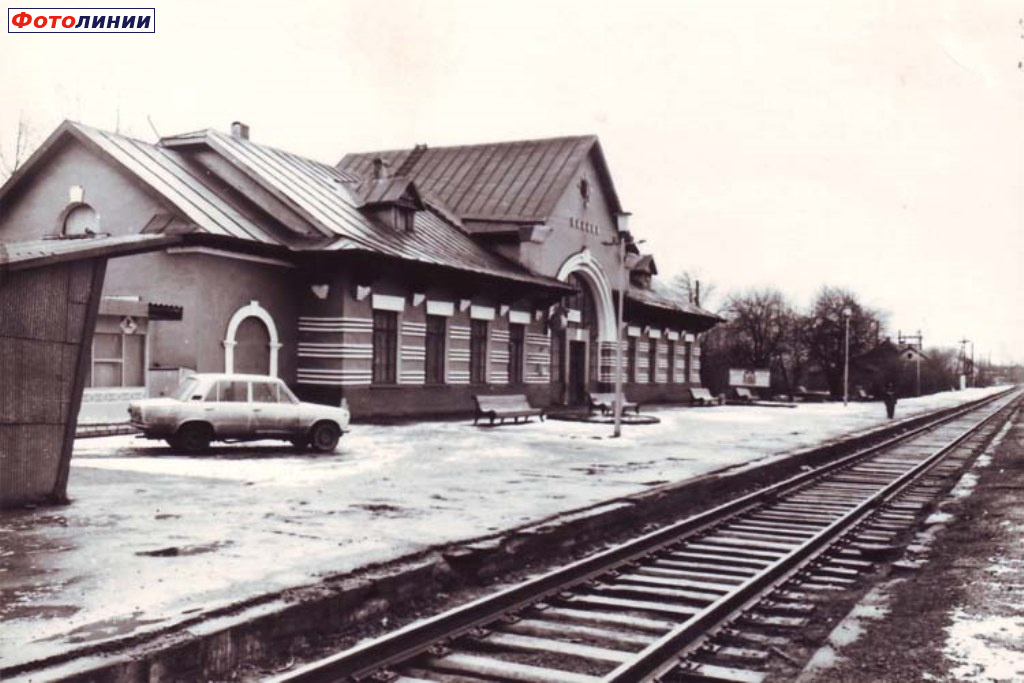
Stacja w czasach sowieckich